# Рензулли, Джозеф
Джозеф Рензулли (род. 7 июля 1936) — американский педагог-психолог, разработавший трёхчастную модель одарённости, в которой одарённость обнаруживается на пересечении трёх человеческих свойств: способности выше среднего, повышенная мотивация к решению задач и креативность. Также он разработал общешкольную обогащающую модель для развития детских талантов в школе. Известность Джозеф Рензулли приобрёл благодаря своему вкладу в понимание одарённости.
Профессор педагогической психологии в университете Коннектикута, где он также является директором американского национального исследовательского центра одарённых и талантливых. Его исследования были направлены на выявление и развитие творчества и одарённости у молодых людей и на организационные модели и образовательные стратегии для общего улучшения школы. Основной целью его работы было применение методов, используемых для обучения одарённых детей, для улучшения преподавания всех учащихся. Он является членом американской психологической ассоциации и был консультантом специальной группы Белого дома по образованию одарённых и талантливых.